# Именослов
Именосло́в (ономастико́н) — совокупность собственных имён в каком-либо языке, у отдельного народа, на какой-то очерченной территории. Системы собственных имён изучаются ономастикой. Под ономастиконами также понимаются различные словари собственных имён. Иногда, в узком смысле, под именословом подразумевается реестр личных имён, то есть антропонимия. Изначально «именослов» — список имён христианских святых.
К древнейшим ономастиконам относятся египетские произведения: Рамессеумский ономастикон и Ономастикон Аменопа.
Среди ономастиконов дохристианского периода — произведение Юлия Поллукса (2-я пол. II в.), хотя помимо собственных имён его «Ономастикон» содержит многие понятия, описываемые нарицательно. Ряд ономастиконов европейской традиции были созданы в связи с распространением христианской теологии и библеистики. Одним из наиболее ранних является «Ономастикон» Евсевия Кесарийского (ок. 263—340) и De situ et nominibus locorum hebraicorum Иеронима Стридонского (342—419/420).
Первым из русских ономастиконов является «Речь Жидовского языка преложена на русскую, неразумно на разум и в Евангелиях и Апостолах, и в Псалтыри и Паремии и в прочих книгах», где приводятся 115 библейских имён. Произведение содержится в списке Кормчей книги 1282 года (Новгород).
В китайской традиции наиболее ранними сочинениями подобного рода являются интерпретации посмертных имён правителей.

## Использованная литература
- Литвина А. Ф., Успенский Ф. Б. Выбор имени у русских князей в X–XVI вв.: Династическая история сквозь призму антропонимики / Институт славяноведения РАН, Научный центр славяно-германских исследований. — М.: Индрик, 2006. — 904 с. — ISBN 5-85759-339-5.
- Никонов, В.А. Имя и общество / АН СССР. Ин-т этнографии им. Н. Н. Миклухо-Маклая. — М.: Наука. Гл. ред. вост. лит., 1974. — 278 с.
- С. Б. Веселовский Ономастикон. Древнерусские имена, прозвища и фамилии. — М.: Наука. 1974. — 382 с.
- Системы личных имён у народов мира / Редкол.: Р. Ш. Джарылгасинова, М. В. Крюков (отв. ред.), В. А. Никонов, А. М. Решетов; АН СССР. Ин-т этнографии им. Н. Н. Миклухо-Маклая. — М.: Наука, 1986. — 383 с.